# Джорджтаун (Айдахо)
Вижте пояснителната страница за други значения на Джорджтаун.
Джорджтаун (на английски: Georgetown) е град в окръг Беър Лейк, щата Айдахо, САЩ. Джорджтаун е с население от 538 жители (2000) и обща площ от 1,7 km². Намира се на 1842 m надморска височина. ЗИП кодът му е 83239, а телефонният му код е 208.